# Gare de Genlis
Gare de Genlis – stacja kolejowa w Genlis, w departamencie Côte-d’Or, w regionie Burgundia-Franche-Comté, we Francji.
Jest stacją Société nationale des chemins de fer français (SNCF), obsługiwaną przez pociągi TER Franche-Comté kursujące między Dijon i Besançon.